# Championnat de Roumanie de football 1927-1928
Navigation
Saison précédente Saison suivante
La saison 1927-1928 du Championnat de Roumanie de football était la 16e édition de la première division roumaine.
Douze clubs - un record - participent à la compétition, il s'agit des clubs champions de chacune des régions de Roumanie. Le championnat national est disputé sous forme de coupe à élimination directe. C'est le Coltea Brașov qui remporte la compétition et met fin au règne du Chinezul Timișoara, champion depuis 6 saisons. C'est le premier titre de champion de Roumanie du Coltea.

## Les 12 clubs participants
(entre parenthèses, la région d'appartenance du club)
- Jiul Lupeni (Arad)
- Olimpia Bucarest (Bucarest)
- Coltea Brașov (Brașov)
- Polonia Cernăuți (Cernăuți)
- Mihai Viteazu Chișinău (Chișinău)
- Romania Cluj-Napoca (Cluj)
- Craiovan Craiova (Craiova)
- Dacia Vasile Alecsandri Galați (Galați)
- Concordia Iași (Iași)
- Staruinta Oradea (Oradea)
- Șoimii Sibiu (Sibiu)
- Chinezul Timișoara (Timisoara)

## Compétition

### Tour préliminaire
Un tour préliminaire a lieu pour déterminer les 4 derniers qualifiés pour la phase finale.
| Équipe 1               | Résultat | Équipe 2         |
| ---------------------- | -------- | ---------------- |
| DVA Galați             | 2 - 4    | Olimpia Bucarest |
| Romania Cluj           | 3 - 2    | Staruinta Oradea |
| Craiovan Craiova       | 4 - 2    | Craiovan Craiova |
| Mihai Viteazu Chișinău | 9 - 1    | Concordia Iași   |

La compétition a lieu sous forme de coupe, avec match simple. En cas de match nul, la rencontre est rejouée sur le terrain de l'équipe qui s'est déplacée lors du premier match.
|  | Quarts de finale              | Quarts de finale            | Quarts de finale            | Quarts de finale            |               |               | Demi-finales               | Demi-finales               | Demi-finales               | Demi-finales               |  |  | Finale                   | Finale                   | Finale                   | Finale                   |
|  |                               |                             |                             |                             |               |               |                            |                            |                            |                            |  |  |                          |                          |                          |                          |
|  | 1er juillet 1928 à Bucarest   | 1er juillet 1928 à Bucarest | 1er juillet 1928 à Bucarest | 1er juillet 1928 à Bucarest |               |               | 15 juillet 1928 à Bucarest | 15 juillet 1928 à Bucarest | 15 juillet 1928 à Bucarest | 15 juillet 1928 à Bucarest |  |  | 29 juillet 1928 à Brașov | 29 juillet 1928 à Brașov | 29 juillet 1928 à Brașov | 29 juillet 1928 à Brașov |
|  | 1er juillet 1928 à Bucarest   | 1er juillet 1928 à Bucarest | 1er juillet 1928 à Bucarest | 1er juillet 1928 à Bucarest |               |               | 15 juillet 1928 à Bucarest | 15 juillet 1928 à Bucarest | 15 juillet 1928 à Bucarest | 15 juillet 1928 à Bucarest |  |  | 29 juillet 1928 à Brașov | 29 juillet 1928 à Brașov | 29 juillet 1928 à Brașov | 29 juillet 1928 à Brașov |
|  | Olimpia Bucarest              | Olimpia Bucarest            | 2                           | 2                           |               |               | 15 juillet 1928 à Bucarest | 15 juillet 1928 à Bucarest | 15 juillet 1928 à Bucarest | 15 juillet 1928 à Bucarest |  |  | 29 juillet 1928 à Brașov | 29 juillet 1928 à Brașov | 29 juillet 1928 à Brașov | 29 juillet 1928 à Brașov |
|  | Olimpia Bucarest              | Olimpia Bucarest            | 2                           | 2                           |               |               | 15 juillet 1928 à Bucarest | 15 juillet 1928 à Bucarest | 15 juillet 1928 à Bucarest | 15 juillet 1928 à Bucarest |  |  | 29 juillet 1928 à Brașov | 29 juillet 1928 à Brașov | 29 juillet 1928 à Brașov | 29 juillet 1928 à Brașov |
|  | Coltea Brașov                 | Coltea Brașov               | 3                           | 3                           |               |               | 15 juillet 1928 à Bucarest | 15 juillet 1928 à Bucarest | 15 juillet 1928 à Bucarest | 15 juillet 1928 à Bucarest |  |  | 29 juillet 1928 à Brașov | 29 juillet 1928 à Brașov | 29 juillet 1928 à Brașov | 29 juillet 1928 à Brașov |
|  | Coltea Brașov                 | Coltea Brașov               | 3                           | 3                           | Coltea Brașov | Coltea Brașov | 6                          | 6                          |                            |                            |  |  | 29 juillet 1928 à Brașov | 29 juillet 1928 à Brașov | 29 juillet 1928 à Brașov | 29 juillet 1928 à Brașov |
|  | 1er juillet 1928 à Chișinău   |                             |                             |                             | Coltea Brașov | Coltea Brașov | 6                          | 6                          |                            |                            |  |  | 29 juillet 1928 à Brașov | 29 juillet 1928 à Brașov | 29 juillet 1928 à Brașov | 29 juillet 1928 à Brașov |
|  |                               |                             | Mihai Viteazu Chișinău      | Mihai Viteazu Chișinău      | 4             | 4             |                            |                            |                            |                            |  |  | 29 juillet 1928 à Brașov | 29 juillet 1928 à Brașov | 29 juillet 1928 à Brașov | 29 juillet 1928 à Brașov |
|  | Mihai Viteazu Chișinău        | Mihai Viteazu Chișinău      | Mihai Viteazu Chișinău      | Mihai Viteazu Chișinău      | 4             | 4             | 5                          | 5                          |                            |                            |  |  | 29 juillet 1928 à Brașov | 29 juillet 1928 à Brașov | 29 juillet 1928 à Brașov | 29 juillet 1928 à Brașov |
|  | Mihai Viteazu Chișinău        | Mihai Viteazu Chișinău      | 21 juillet 1928 à Lupeni    |                             |               |               | 5                          | 5                          |                            |                            |  |  | 29 juillet 1928 à Brașov | 29 juillet 1928 à Brașov | 29 juillet 1928 à Brașov | 29 juillet 1928 à Brașov |
|  | Polonia Cernăuți              | Polonia Cernăuți            | 2                           | 2                           |               |               |                            |                            |                            |                            |  |  | 29 juillet 1928 à Brașov | 29 juillet 1928 à Brașov | 29 juillet 1928 à Brașov | 29 juillet 1928 à Brașov |
|  | Polonia Cernăuți              | Polonia Cernăuți            | 2                           | 2                           | Coltea Brașov | Coltea Brașov | 3                          | 3                          |                            |                            |  |  |                          |                          |                          |                          |
|  | 8 juillet 1928 à Cluj         |                             |                             |                             | Coltea Brașov | Coltea Brașov | 3                          | 3                          |                            |                            |  |  |                          |                          |                          |                          |
|  |                               |                             | Jiul Lupeni                 | Jiul Lupeni                 | 2             | 2             |                            |                            |                            |                            |  |  |                          |                          |                          |                          |
|  | Romania Cluj                  | Romania Cluj                | Jiul Lupeni                 | Jiul Lupeni                 | 2             | 2             | 0                          | 0                          |                            |                            |  |  |                          |                          |                          |                          |
|  | Romania Cluj                  | Romania Cluj                |                             |                             |               |               |                            |                            |                            |                            |  |  |                          |                          |                          |                          |
|  | Jiul Lupeni                   | Jiul Lupeni                 | 2                           | 2                           |               |               |                            |                            |                            |                            |  |  |                          |                          |                          |                          |
|  | Jiul Lupeni                   | Jiul Lupeni                 | 2                           | 2                           | Jiul Lupeni   |               |                            |                            |                            |                            |  |  |                          |                          |                          |                          |
|  | 1er et 2 juillet 1928 à Sibiu |                             |                             |                             |               |               |                            |                            |                            |                            |  |  |                          |                          |                          |                          |
|  |                               |                             | Soimii Sibiu forfait        |                             |               |               |                            |                            |                            |                            |  |  |                          |                          |                          |                          |
|  | Șoimii Sibiu                  | Șoimii Sibiu                | 2                           | 4                           |               |               |                            |                            |                            |                            |  |  |                          |                          |                          |                          |
|  | Șoimii Sibiu                  | Șoimii Sibiu                | 2                           | 4                           |               |               |                            |                            |                            |                            |  |  |                          |                          |                          |                          |
|  | Chinezul Timișoara (T)        | Chinezul Timișoara (T)      | 2                           | 3                           |               |               |                            |                            |                            |                            |  |  |                          |                          |                          |                          |
|  | Chinezul Timișoara (T)        | Chinezul Timișoara (T)      | 2                           | 3                           |               |               |                            |                            |                            |                            |  |  |                          |                          |                          |                          |
|  |                               |                             |                             |                             |               |               |                            |                            |                            |                            |  |  |                          |                          |                          |                          |

## Bilan de la saison
| Tableau d'Honneur                   |               |
| Compétition                         | Vainqueur     |
| Championnat de Roumanie de football | Coltea Brașov |